# Snavelzegge
De snavelzegge (Carex rostrata) is een vaste plant die behoort tot de cypergrassenfamilie (Cyperaceae). De plant komt van nature voor in de noordelijke gebieden van Eurazië en Noord-Amerika. De snavelzegge staat op de Nederlandse Rode Lijst van planten als algemeen voorkomend en stabiel of toegenomen. Het aantal chromosomen 2n = 72–74, 76 of ongeveer 60.
De plant wordt 30–60 cm hoog, vormt lange, kruipende, vertakte wortelstokken met uitlopers. De 2 mm dikke stengel is stomp, driekantig en meestal vrijwel glad. De aan de bovenzijde grijs- of blauwgroene en aan de onderzijde glanzend donkergroene, kale bladeren zijn 2–5 mm breed en meestal gootvormig. De lange top is driekantig. De bladeren zijn langer dan de stengel.
De snavelzegge bloeit in mei en juni met aren. De bovenste 1–3 mm brede, licht- tot roodbruine aren bestaat uit mannelijk bloemen en de onderste uit vrouwelijke. De eivormige, rechtafstaande, geelachtig groene tot lichtbruine, drienervige kale urntjes zijn ongeveer 3–5 mm lang en versmallen plotseling in een 1,0–1,5 mm lange, tweetandige snavel. Het urntje is een soort schutblaadje dat geheel om de vrucht zit. De stamper heeft drie stempels.
De vrucht is een driekantig nootje. De verspreiding vindt plaats door het water.
De plant komt vooral voor op zand- en veengrond in moerassen, vennen en aan waterkanten.

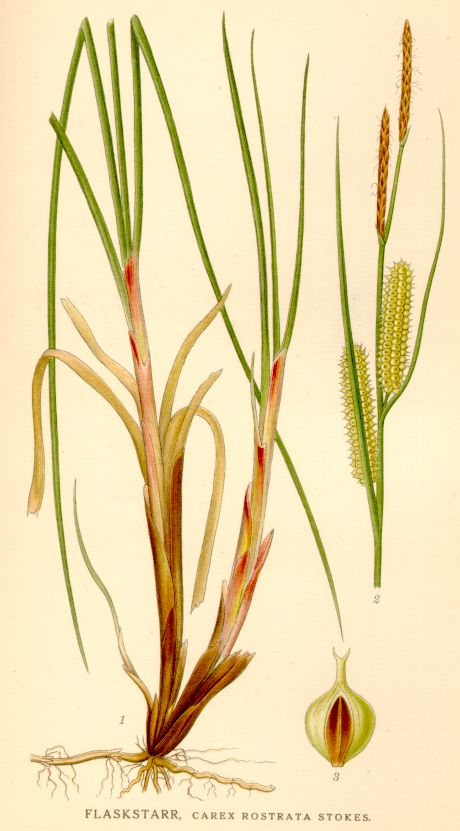
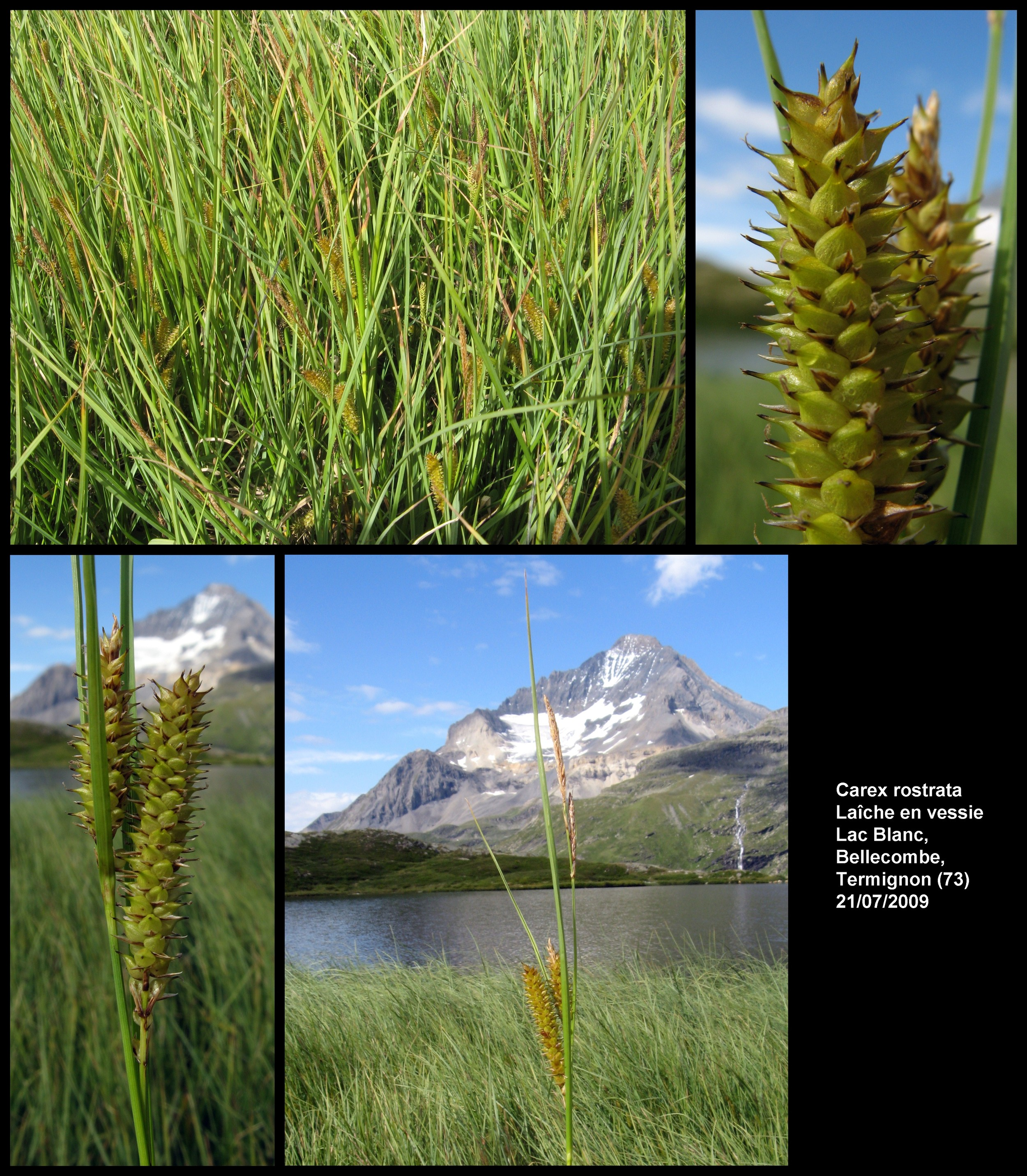
Overzicht
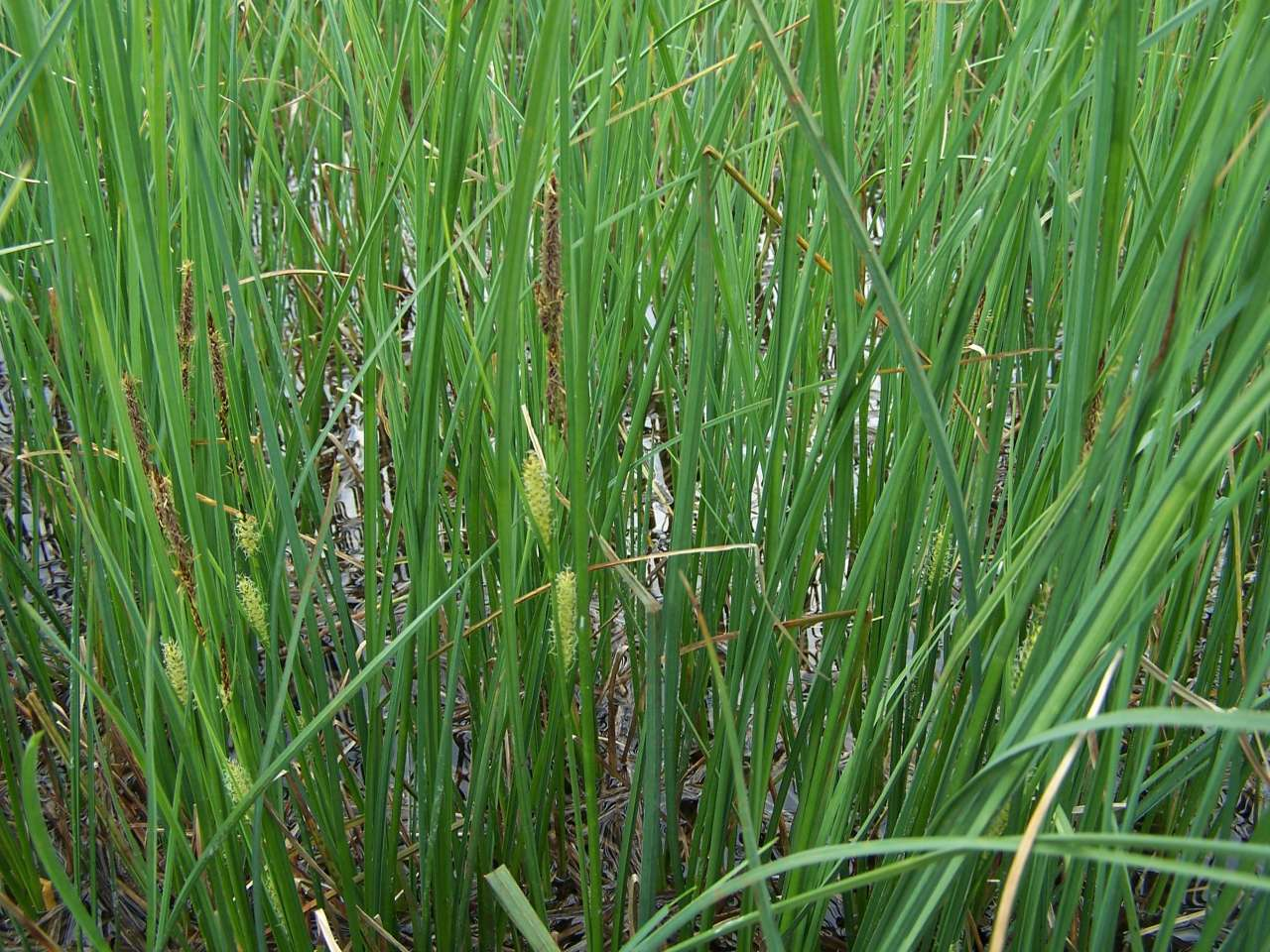
Planten
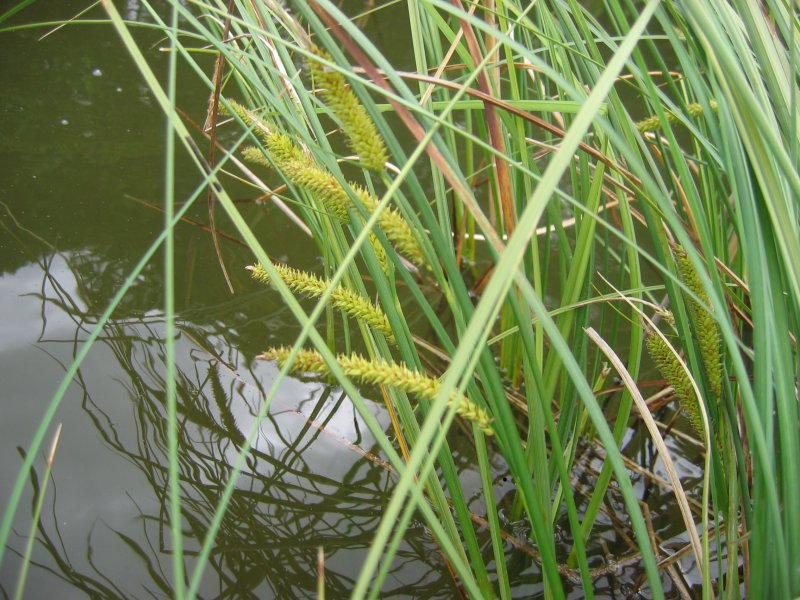
Bloeiwijze
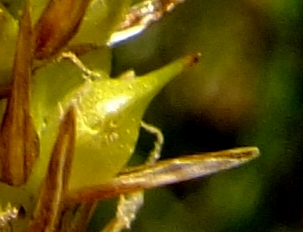
Urntje
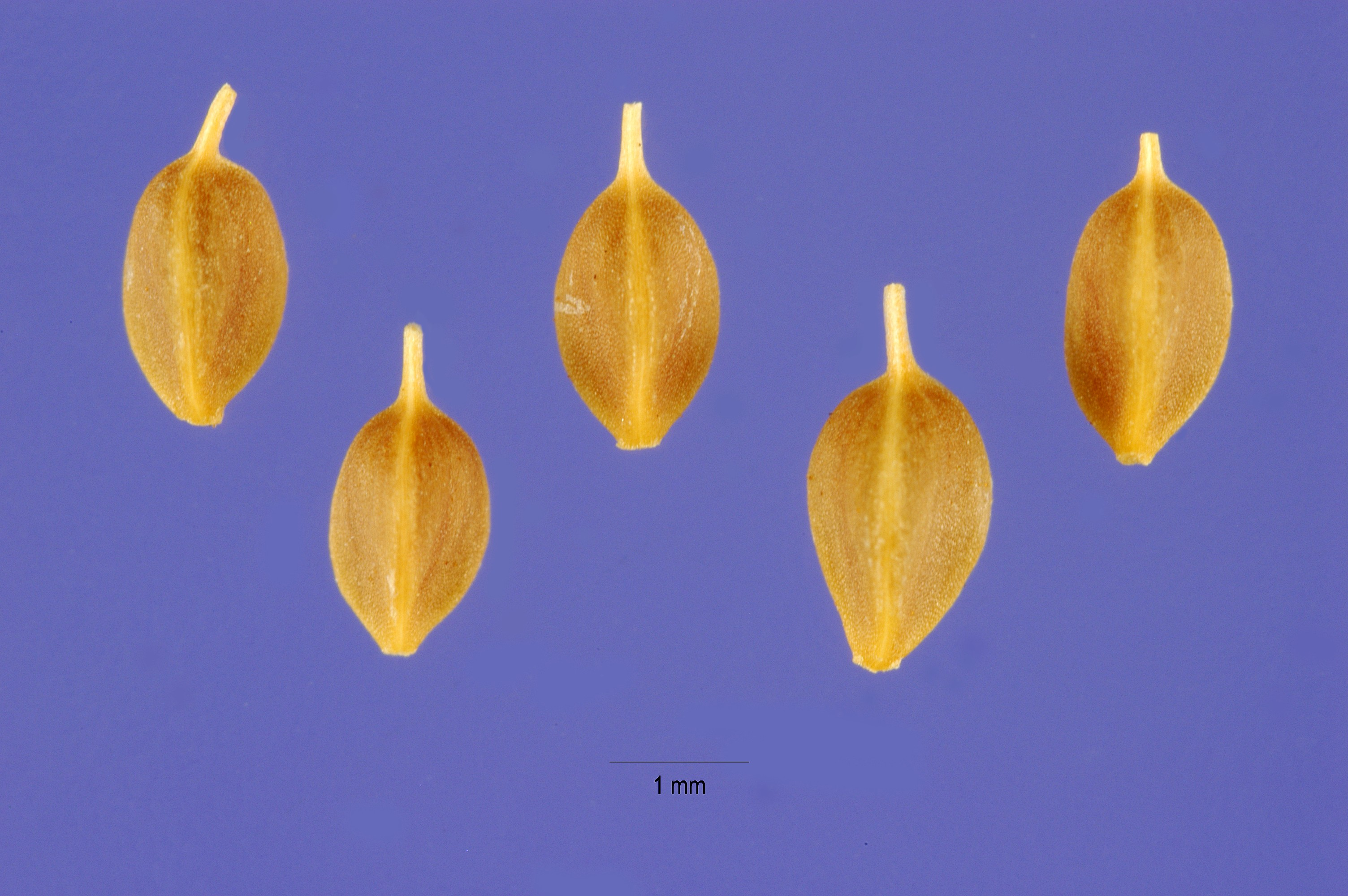
Vruchten